# European Economic Association
La European Economic Association est une association professionnelle des économistes européens. Elle publie le Journal of the European Economic Association. 
L'association a été créée en 1984 à l'initiative de Jean-Jaskold Gabszewicz, Louis Phlips, Jacques Thisse et Jean Waelbroeck.
L'association décerne tous les deux ans le prix Yrjö-Jahnsson pour distinguer un économiste européen de moins de 45 ans.